# 邵阳县
邵阳县是中国湖南省邵阳市西南部的一个县。GDP总量256,128万元（2004年）。常住总人口約76万人。县人民政府駐塘渡口镇。区域总面积为2,001.01平方公里。

## 历史沿革
邵阳县汉初为“昭陵县”，属长沙国；三国吴宝鼎元年（266年）置“昭陵郡”，分置“昭阳县”；晋朝太康元年（280年）避司马昭之讳，改名“邵阳县”。尽管其后辖域多变但县名一直沿用至今。以下所列为中华人民共和国成立以后邵阳县区划划出变更情况。
1950年10月19日，设立县级邵阳市，以邵阳县城关镇和祭祺、余湖、板卜、城北、田江渡5乡为其行政区域；
1952年2月16日，设立邵东县，以邵阳县第八、九、十、十一、十二、十三区的全部，和第一、七、十四区部分地区为其行政区域；设立蓝田县，划出邵阳县第十六区部分地区；
1952年2月26日建新邵县，划出邵阳县第一、二、三、十五区全部和第十四、十六区各一部分地区，新化县第八、九区全部及第四区部分地区为其行政区域组建，并取新化、邵阳之首字命名“新邵”；
1952年2月26日，邵阳县驻地由县级邵阳市区迁至塘渡口；
1997年8月29日，邵阳县的陈家桥乡划入新成立的邵阳市辖区北塔区。

## 文化大革命
文化大革命期间（1966年—1976年），邵阳县发生了一场大屠杀事件。 邵阳县屠杀发生于1968年7-9月间，根据1974年当地、县联合调查团的统计，全县在抓“黑杀队”运动中，共抓了11,177人，关押7,781人，私设监狱702处，自制镣铐1,587副；其中，322人被杀、669人被逼自杀，共计死亡991人，另有113人致残，而有学者指出邵阳大屠杀实际死亡人达数千人。 该大屠杀中使用的杀人手段极其残忍，包括活埋、石砸、淹死、打死、勒死、烫死、压死、火烧、分尸等等，不少女性死前受到凌辱。 屠杀的尸体顺着资江河漂流，引发河两岸群众聚集观看，漂流死尸曾堵塞邵阳市自来水厂的抽水机，导致市民逾半月不敢饮用自来水。

## 地理
邵阳县地处资水上游，地形南高北低，东南部由南部河伯岭山脉与东部四明山脉相接，河伯岭海拔1455米，为辖境至高点；北部资江河滩海拔210米。有河流61条，其中资水及其主要支流夫夷水、郝水、檀江。
相邻县级行政区有，北界新邵县和邵阳市辖区，东依邵东市和祁东县，南连东安县和新宁县，西接武冈市和隆回县。

## 行政区划
邵阳县下辖12个镇、8个乡：
塘渡口镇、白仓镇、金称市镇、塘田市镇、黄亭市镇、长阳铺镇、岩口铺镇、九公桥镇、下花桥镇、谷洲镇、郦家坪镇、五峰铺镇、小溪市镇、长乐乡、蔡桥乡、河伯乡、黄荆乡、诸甲亭乡、罗城乡、金江乡、七里山园艺场、五丰铺林场和河伯岭林场。
1982年12月31日，邵阳县下辖8区和1区级镇、36乡和5乡级镇。1996年经过撤区并乡区划调整，撤并为23乡镇，1997年划出陈家桥乡至北塔区。

## 政治

### 现任领导
| 机构     | 邵阳县人民政府 县长 | · 中国共产党 · 邵阳县委员会 · 书记 | 邵阳县人民代表大会 常务委员会 主任 | · 中国人民政治协商会议 · 邵阳县委员会 · 主席 |
| -------- | ------------------- | ---------------------------------- | ---------------------------------- | -------------------------------------------- |
| 姓名     | 周玉祥              | 袁胜良                             | 彭茂华                             | 唐军良                                       |
| 民族     | 汉族                | 汉族                               | 汉族                               | 汉族                                         |
| 出生地   | 湖南省邵阳市新邵县  | 湖南省邵阳市隆回县                 | 湖南省邵阳市武冈县                 | 湖南省邵阳市邵阳县                           |
| 出生日期 | 1972年11月（52歲）  | 1971年8月（53歲）                  | 1973年4月（51歲）                  | 1967年3月（57—58歲）                         |
| 就任日期 | 2021年10月          | 2021年6月                          | 2024年5月                          | 2021年10月                                   |

## 人口
根據第七次人口普查數據，截至2020年11月1日零時，邵陽縣常住人口為752125人。
2008年，全县总人口為985,954人。

## 交通
- 207国道过境。

## 古迹
- 江东桥亭，建于清朝康熙年间；
- 芙蓉峰石刻；
- 抗日战争衡宝战役阵亡烈士纪念碑，位于邵阳县下花桥镇。